# RatDVD
ratDVD (real advanced technology Digital Versatile Disc) es un tipo de archivo altamente comprimido con capacidad para almacenar todos los contenidos de una película en DVD. Los archivos creados en formato ratDVD suelen tener típicamente entre 1 y 2 GB de tamaño. Actualmente, sólo está disponible para el sistema operativo Microsoft Windows.
ratDVD funciona descomprimiendo el contenido del fichero .ratDVD en memoria y utilizando un reproductor de DVD compatible con DirectShow.
ratDVD fue una versión preliminar del paquete comercial fluxDVD. Aunque ratDVD contenía las herramientas que le permitían a un usuario final crear sus propios DVD, esta función ha sido eliminada de fluxDVD, permitiendo solamente a los distribuidores hacer y vender archivos tipo fluxDVD.

## Historia
RatDVD fue desarrollado inicialmente por estudiantes de la Universidad de Aarhus (Dinamarca) y de la universidad de St. Petersburg State Electrotechnical University "LETI" (Rusia), liderado por Peter Jensen, con el fin de pasar películas en formato DVD a un único archivo altamente comprimido, para facilitar su almacenamiento e intercambio a través de redes P2P o P2M, debido a su reducido tamaño en comparación con el formato original.

### Compatibilidad
ratDVD está diseñado para funcionar exclusivamente dentro de Windows.
- Los ratDVDs siguen un formato Zip que puede descomprimirse con la herramienta propietaria de ratDVD a un formato de DVD estándar con todas sus características originales o ser visto directamente en formato.ratDVD en cualquier reproductor que utilice las bibliotecas DirectShow de Windows Media Player, del cual depende.

El uso del formato ZIP permite integrar su sistema de control de errores al formato ratDVD, facilitando su validación en intercambios.

### Críticas
- Su código fuente es cerrado, aunque el creador ha dicho que el código fuente podría ser liberado, "tal vez bajo la licencia BSD".[1]
- ratDVD no puede utilizarse (por ahora) en plataformas diferentes a Microsoft Windows o con reproductores de DVD diferentes al propio o Windows media Player.
- ratDVD ha tenido críticas por reducir la calidad de los medios que comprime. Los críticos del formato dicen que esto lo excluye de ser un contenedor DVD "verdadero".
- Ratdvd solo sirve para transformar DVD a Ratdvd no para crear Menú DVD
- ratDVD no es de código abierto, aunque incluye dos módulos GPL que obligan a que la licencia cubra el conjunto. El instalador tiene opción de no incluir los módulos GPL pero entonces no se pueden reproducir los ficheros.